# حسيكة (نبات)
الحسيكة  أو ثُنائيَّة السِّن (الاسم العلمي: Bidens) جنس نباتي يتبع الفصيلة النجمية من رتبة النجميات.

## من أنواعهاالواطنةأوالمستوطنةفيالوطن العربي
- الحسيكة ثلاثية الأقسام (باللاتينية: Bidens tripartitus) واطن في بلاد الشام والمغرب العربي وأوروبا
- الحسيكة الذهبية (باللاتينية: Bidens aureus) مستوطن في المغرب العربي وجنوب غرب أوروبا
- الحسيكة الوبرة (باللاتينية: Bidens pilosus) مستوطن في بلاد الشام ومصر والمغرب العربي
- الحسيكة الوريقة (باللاتينية: Bidens frondosus) مستوطن في بلاد الشام والمغرب العربي وأوروبا